# Енвер-паша
Евер-паша или Исмаил Енвер-паша, рођен као Исмаил Енвер (22. новембар 1881 – 4. август 1922) је био војни официр Османског царства, вођа Младотурске револуције и један од главних извршилаца геноцида над Јерменима. Био је један од главних вођа Османског царства како у Другом балканском рату, тако и у Првом светском рату. Паша је титула која се мењала заједно са његовим војним чиновима; током своје каријере био је познат по напредовању у чиновима, међу којима су били Енвер-ефендија (انور افندي), Енвер-бег (انور بك), и, на крају, Енвер-паша, како су у Османском царству били називани официри унапређени у чин „Мирлива“.
Као министар рата, а самим тим и главнокомандујући (то јест, заменик главнокомандујућег, с обзиром да је та титула припадала Султану), Енвер-паша је сматран најутицајнијом личношћу владе Османске Турске или „главни човек у Истанбулу“, како су га многи називали. Кући је сматран „херојем револуције“, Немци су Турску називали „земљом Енвера“ а Британци су о њему говорили као о „ономе чија је моћ била апсолутна а амбиције грандиозне“.

## Младост и каријера
Енверов отац, Ахмет, је био или чувар моста код Битоља или јавни џелат у неком малом граду на Балкану а његова мајка је била албанска сељанка. Студирао је различите смерове у војним школама Османског царства, да би напокон дипломирао на академији Harp Akademisi са одликама 1903. године. Постао је мајор 1906. године, а затим је послат у Османску трећу армију, која је била стационирана у Солунском вилајету. Током његове службе у граду, постао је члан Одбора за заједништво и напредак.

## Долазак на власт
Године 1908. избила је Младотурска револуција у Солунском вилајету, а млади Енвер убрзо је постао један од њених војних вођа. Ова успешна побуна је донела моћ Одбору за заједништво и напредак, уводећи „Другу уставну еру“ Османског царства. Током следеће године, реакционарна завера ради организовања државног удара 1909. године достигла је врхунац у инциденту 31. марта, то јест државном удару на Абдул Хамида II који је угашен. Енвер-бег је играо активну улогу у гушењу устанка у влади. Након тога, послат је у Берлин као војни аташе, где је заволео немачку војну културу, и ојачао војне везе између Немачке и Османског царства, позивајући немачке официре да изврше реформу османске војске.
Године 1911. Краљевина Италија је започела инвазију на османски вилајет Триполитанију, и самим тим започела Турско-италијански рат. Енвер је одлучио да се придружи одбрани ове провинције те је напустио Берлин, и отишао у Либију. Преузео је команду у потпуности, али је, на крају, Италија преузела контролу над Либијом, те је Енвер-бег морао да се врати у Истанбул. 1912. године, захваљујући активном учествовању у рату, унапређен је у пуковника. Међутим, овај пораз је коштао Одбор за заједништво и напредак популарности, те је пао са власти и замењен је Либералним савезом Османског царства. У октобру 1912. године, избио је Први балкански рат, и османска војска је претрпела тешке поразе од стране Балканске лиге. Ови војни обрти су ослабили власт и пружили Енверу шансу да приграби моћ за себе. У државном удару у јануару 1913. године Млади Турци су преузели моћ са Енвером као министром рата, и напустили су Лондонску мировну конференцију 1913. године. Обновљена непријатељства су само погоршала ситуацију Османског царства, међутим, како су два главна преостала упоришта, Једрене и Јањина пала у руке Бугара и Грка, Османлије су приморане да прихвате пораз и потпишу Лондонски мир (1913).
У јуну 1913. године, међутим, избио је Други балкански рат између балканских савезника. Енвер-бег је искористио ситуацију и повео војску у Источну Тракију и тако повратио Једрене од Бугара, који су усмерили своје трупе против Срба и Грка. Након овог успеха, Енвер-бег је постао Паша, и међу Турцима је познат као „Освајач Једрена.
Након ових политичких и војних достигнућа, увео је војни диктаторски тријумвират, касније назван „Тројица Паша“ (Енвер-паша, Мехмед Талат-паша, и Аџмет Џемал-паша). Године 1914. поново је постао Министар рата под Саид Халем-пашом, а затим се оженио принцезом Емином Насије Султаном, ћерком принца Сулејмана, и тиме ушао у краљевску породицу. Његова моћ је полако расла, док је у исто време Европа корачала ка светском рату.

## Први светски рат
Енвер-паша је био архитекта Османско-немачког савеза, и очекивао је брзу победу у рату који би помогао Османском царству. Иако није обавестио остале чланове кабинета, дозволио је да два немачка ратна брода, SMS Goeben и SMS Breslau, под вођством немачког адмирала Вилхема Сушона, уђу у Дарданеле и тако пебегну од Британаца; накнадна донација бродова неутралном Османском царству је ишла Немачкој у корист, упркос француским и руским покушајима да задрже Османско царство ван окриља рата. Напокон, 29. октобра, достигнут је тренутак када више није било повратка, када је адмирал Сушон, тада главнокомандујући османске морнарице, повео Goeben, Breslau, као и батањон османских ратних бродова у Црно море и опустошио руске луке у Одеси, Севастопољу и Феодосији. Русија је објавила рат Османском царству 2. новембра, а Британија, следећи пример Русије, 5. новембра. Већина чланова турског кабинета и Одбора за заједништво и напредак су били против овог уласка у рат на брзину, међутим, Енвер-паша је сматрао да би једино то било исправно.
Чим је почео рат, 31. октобра 1914. године, Енвер је наредио да се сви мушкарци довољно одрасли за војску пријаве у канцеларије за регрутацију. Канцеларије нису могле да функционишу због превелике навале мушкараца, те је дошло до дугог закашњења.

### Министар рата
Енвер се показао као неделотворан министар рата, и током наредне четири године Немачка је често морала да потпомаже Османско царство шаљући им генерале као што су Ото Лиман Вон Сандерс, Ерих фон Фалкенхајн, Колмар фон дер Голц, и Фридрих Фраихер Крес Вон Кресенстајн. Немачка је такође Османско царство снабдевала и војним потрепштинама, војницима и горивом.
Порука Енвер-паше војсци и народу је била „Рат до победе“. Током рата, услови за живот су се нагло погоршали, а незадовољство је расло. Влада одбора за заједништво и напредак је потрошила више новца него што је добила, а стопа инфлације током четири године је била већа од 1600%.

### Пораз код Сарикамиша 1914.
Енвер-паша је преузео команду над снагама Османског царства против Руса у Кавкаском походу. Желео је да опколи Русе, истера их са територија Османског царства и поврати Карс и Батуми, које су им биле уступљене након Руско-турског рата (1877—1878). Енвер је себе сматрао сјајним вођом, док га је немачки војни саветник, Ото Лиман фон Сандерс, сматрао војним лакрдијашем. Енвер је наредио сложен напад на Русе, себе лично поставио на чело Треће армије Османског царства, а онда је тешко поражен у бици код Сарикамиша која је трајала од децембра 1914. до јануара 1915. године. Његова стратегија је изгледала изводљиво на папиру, али је он игнорисао спољашње услове, као што су терен и вода. Енверова војска (100.000 људи) је поражена од стране руске војске (60.000 људи) а у повлачењу је погинуло на десетине хиљада турских војника. Ово је био најгори пораз Османског царства током Првог светског рата. Током повратка у Истанбул, Енвер-паша је кривио јерменске војнике за свој пораз, заборављајући да му је у јануару 1915. године, Јерменац Хованес спасио живот током битке носећи га кроз борбене линије на раменима. Напротив, Исмаил-паша је касније покренуо репресивне мере против јерменског становништва империје које су помогле покретање привременог измештања православних Јермена који су живели у источним деловима царства. Ово је одвело ка истребљењу Јермена у источној Турској (Геноцид над Јерменима).

### Командовање снагама одбране Истанбула 1915—1918.
Након његовог пораза код Сарикамиша, Енвер се вратио у Истанбул и преузео команду над турском војском око престонице. Веровао је да је престоница заштићена од било каквог савезничког напада. Британија и Француска су планирале да се приближе Истанбулу с намером да избаце Османско царство из рата. Велика Савезничка флота, састављена углавном од старијих бојних бродова неподобних за борбу против немачке флоте, саставила је и организовала напад на Дарданеле 18. марта 1915 године. Овај напад је оставио како Турке, тако и Енвера потпуно деморалисане. Као резултат тога, Енвер је предао команду Лиману Вон Сандерсу, који је предводио успешну одбрану Галипоља заједно са Мустафом Кемалом. Касније, након што су многи градови на полуострву уништени и након што су жене и деца убијени савезничким бомбардовањем, Енвер је предложио постављање концентрационог кампа за преостале француске и британске држављане Османског царства. Хенри Моргентау, амерички амбасадор у Османском царству, успео је да убеди Енвера да не реализује овај план.

### Јилдирим војна група
Енверов план је био да Јилдирим војна група Ериха фон Фалкенхајна поново освоји Багдад.
Ово је био неизводљив план из логистичких разлога. Многи су слободно дезертирали из турских трупа, а када је Енвер посетио Бејрут у јуну 1917. године, војницима је забрањено да буду стационирани на његовом путу из страха да ће на њега бити извршен атентат, а мањак покретних трупа је значио да су трупе често биле истоварене у Дамаску а затим кренуле ка југу.

### Ратни злочини које је починио Енвер-паша
Енвер-паша, у периоду 1915—1918, спровео је масовна убиства и посебно геноцид над османским Јерменима; број жртава варира између 800.000-1,5 милиона. Он је заједно са другим члановима политичке групе „Млади Турци“, намерно раселио јерменске држављане из њихових домова, села, и стамбених објеката и присилио их на марш смрти преко сиријске пустиње, Деир ез-Зор. Иако историјски потврђена од стране огромне већине академија и развијених земаља, турска влада и даље тврди да „тврдње о геноциду“ нису важеће, и објашњавају га као серију несрећних убистава на обе стране. Међутим, ипак, овај злочин се и даље сматра „првим геноцидом у 20. веку“.

### Османска војска Ислама
Током 1917. године, због Руске револуције и касније Руског грађанског рата, руска војска на Кавказу је престала да постоји. У исто време, Одбор за заједништво и напредак је успео да осигура пријатељство са Бољшевицима потписивањем споразума Османско-руског пријатељства (1. јануар 1918). Енвер је тражио победу када се руска војска повукла са Кавказа. Када је Енвер причао о својим плановима да преузме југ Русије, Немачка му је поручила да се држи подаље. Непоколебан, Енвер је наредио стварање нове војне снаге по имену „Османска војска ислама“, која не би садржала немачке војнике. Енверова Војска ислама је избегла Грузију и марширала кроз Азербејџан. Трећа армија османског царства је такође кренула ка предратним границама.
Трећа армија османског царства је кренула ка Демократској републици Јерменији, која је формирала линију фронта на Кавказу. Генерал Томас Назарбекијан је био командант Кавкаског фронта, а Андраник Озанијан је преузео команду над Јерменијом унутар Османског царства. Вехиб-паша је приморао Јермене да се повуку а затим је освојио Трапезунт, где су Руси оставили велику количину војних средстава. Затим се војска окренула ка Грузији.
Војска Ислама, под вођством Нури-паше, кренула је напред и напала трупе Аустралије, Новог Зеланда, Британије и Канаде, које је предводио генерал Лајонел Чарлс Данстервил у Бакуу. Генерал Данстервил је наредио евакуацију града 14. септембра, након шест недеља окупације, и повукао се у Иран; већина јерменског становништва је побегла са британском војском. Османлије су, заједно са својим савезницима из Азербејџана ушле у град након битке за Баку 15. септембра.
Међутим, након примирја на Мудросу између Велике Британије и Османског царства 30. октобра, османску војску је заменила Антанта. Ова освајања на Кавказу су мало значила у рату у целини.

## Примирје и егзил
Сусревши се са поразом, Султан је отпустио Енвера са дужности министра рата 4. октобра 1918, а остатак Талат-пашине владе је дао оставку 14. октобра 1918. године, а 30. октобра 1918. године је Османско царство капитулирало потписавши примирје на Мудросу. Два дана касније, тројица паша су побегли у егзил. 1. јануара 1919. године, нова влада је избацила Енвер-пашу из војске. Суђено му је без његовог присуства на турском суду у периоду 1919-20 за злочине „гурања земље у рат без легитимних разлога, присилну депортацију Јермена и излазак из земље без дозволе“, и осуђен је на смрт.
Енвер је прво отишао у Немачку у октобру 1918. године, где је комуницирао и сарађивао са немачким комунистима, као што је Карл Радек. У октобру 1919. године, Енвер је отишао у Москву да би служио као тајни изасланик за свог пријатеља Ханса фон Секта који је желео немачко-совјетску алијансу. У августу 1920. године, Енвер је послао писмо Секту у којем је понудио у име Совјетског Савеза део Пољске у замену за немачку испоруку оружја Совјетском Савезу. Осим што је радио за генерала фон Секта, Енвер је предвидео сарадњу између нове владе РСФСР против Британаца, и отишао је у Москву. Тамо је добро примљен, и успоставио је контакте са представницима централне Азије и осталим члановима Одбора за заједништво и напредак као директор азијског одељења совјетске владе. Такође се сусрео и са вођама бољшевика, међу којима је био и Лењин. Покушао је да подржи Турски национални покрет и кореспондирао је са Мустафом Кемалом Ататурком, дајући му гаранцију да није планирао да се меша у покрет у Анадолији. Енвер-паша је отишао у Баку у периоду између 1. и 8. септембра 1920. године да би учествовао у неуспешном „Конгресу источних народа“, представљајући Либију, Тунис, Алжир и Мароко. Касније се вратио у Берлин, где је покушао да успостави тајну организацију која би пребацивала руску војску у Турску, што му није успело.

## Односи са Мустафом Кемалом
Доста провокативних дела је написано на тему односа између два човека који су играли велику улогу у турској историји 20. века. Енвер, како кажу многи, није волео Кемала због његовог обазривог става што се тиче политичког плана који је пропагирао Одбор за заједништво и напредак, и сматрао га је озбиљним ривалом. Кемал је Енвера видео као опасног лидера који је могао одвести земљу у потпуну трагедију. Када је Кемал организовао покрет отпора против инвазивних сила након потписивања примирја 1918. године, Енвер, који је био у егзилу, прво у Немачкој, а затим у Русији, желео је да се врати у Турску, али су сви његови покушаји да се придружи рату били блокирани од стране владе у Анкари.

## Пантурцизам и смрт, 1921—22
Дана 30. јула 1921. године, са турским ратом за независност у пуном јеку, Енвер је решио да се врати у Анадолију. Отишао је у Батуми да би био ближе новој граници. Међутим, Мустафа Кемал га није желео међу турским револуционарима. Мустафа Кемал је прекинуо све пријатељске везе са Енвер-пашом и Одбором за заједништво и напредак још 1914. године, и експлицитно је одбацио Пан-турске идеје и оно што је Мустафа Кемал сматрао утопијским циљевима Енвер-паше. Енвер-паша је променио своје планове и отпутовао у Москву, где је успео да освоји поверење совјетске владе. У новембру 1921. године Лењин га је послао у Букару у Туркестанску Аутономну Совјетску Социјалистичку Републику да помогне у гушењу покрета Басмачија против локалног про-московског бољшевичког режима. Међутим, уместо тога, он је успоставио контакте са неким од вођа побуњеника и, заједно са мањом групом следбеника, пребегао је на другу страну. Његова намера је била да уједини велики број Басмачи група под своју власт и да поведе координисану офанзиву против бољшевика да би реализовао своје пан-турске снове. Након бројних успешних војних операција успео је да се постави за главнокомандујућег над побуњеницима, и претворио је њихове неорганизоване јединице у малу, али веома добро организовану војску. Његова командна структура је изграђена дуж немачких линија, а његово особље су чинили бројни турски официри са искуством.
Из књиге Дејвида Фромкина - Мир зарад краја мира, Њујорк 1989, глава 56. p. 487-„Међутим, Енверове личне слабости су саме себе потврдиле. Он је био сујетан, самохвалан човек који је волео униформе, медаље и титуле. За печатирање званичних документа, он је наредио да се направи Златни печат који га је описао као „команданта-начелника свих Војски Ислама, зета калифе и представника Посланика." Убрзо је сам себе назвао принцем Туркестана, што није доприносило добрим односима са емиром чији је повод служио. У једном тренутку прве половине 1922. године, принц Букаре је прекинуо све односе са њим, ускративши му трупе и, њему веома потребну, финансијску подршку. Чак је и принц Авганистана одустао од помагања."
Дана 4. августа 1922. године, међутим, пошто је својим трупама дозволио да прославе Курбан-бајрам и задржао стражу од само 30 људи у свом штабу у близини села Аб-и-Дерја близу Душанбеа, коњичка бригада Црвене армије, под вођством Јакова Мелкумова, започела је изненадни напад. Према неким изворима, Енвер и његових 25 људи попели су се на своје коње и припуцали на долазеће трупе, током чега је Енвер убијен у митраљеској ватри. У својим мемоарима Енвер-пашин помоћник Јавер Суфи-бег тврди да је Енвер-паша умро од ране задобијене тачно изнад срца током коњичког напада. С друге стране, према Мелкумовим мемоарима, Енвер је успео да побегне на коњу и четири дана се крио у селу Чаган. Његово скривалиште је откривено након што се официр Црвене армије инфилтрирао у село прерушен. Мелкумове трупе су затим напале Чаган, и у тој борби је Енвера убио Мелкумов лично.
Из књиге Дејвида Фромкина - Мир зарад краја мира, Њујорк 1989, глава 56. p. 488 са многим обележеним референцама - „Постоји неколико прича о томе како је Енвер умро. Према оним најубедљивијим, када су Руси напали шчепао је свој џепни Куран и, као и увек, кренуо право напред. Касније је његово обезглављено тело нађено на пољу битке. Његов Куран је узет из његових беживотних прстију и остављен у архивима совјетске тајне полиције."
Енверово тело је сахрањено у близини Аб-и-Дерје, а 1996. године су његови остаци пренети у Републику Турску и поново сахрањени код Споменика слободе у Истанбулу на гробљу у округу Шишли. Данас у модерној Турској, Енверов лик остаје контроверзан, с обзиром да још увек постоје они који криве Пашу за улазак Турске у Први светски рат и колапс Османског царства. Међутим, огроман број Турака га још увек види као човека који није успео да обезбеди Османлијама потпуну победу због глобалних услова који нису били у његовој моћи, и с тиме, настоје да задрже крајње подржавајући став према лидеру Младотурског режима.